# Tales (Castellón)
Tales ist eine Gemeinde (Municipio) mit 834 Einwohnern (Stand: 2024) in der Provinz Castellón der Autonomen Gemeinschaft Valencia in Spanien. 

## Geografie
Tales befindet sich etwa 20 Kilometer westsüdwestlich von Castellón de la Plana in einer Höhe von ca. 240 m.

## Bevölkerungsentwicklung
| Jahr      | 1970 | 1981 | 1991 | 2001 | 2011 | 2021 |
| Einwohner | 903  | 828  | 785  | 724  | 897  | 848  |

## Sehenswürdigkeiten
- Burgruine von Tales
- Johannes-der-Täufer-Kirche

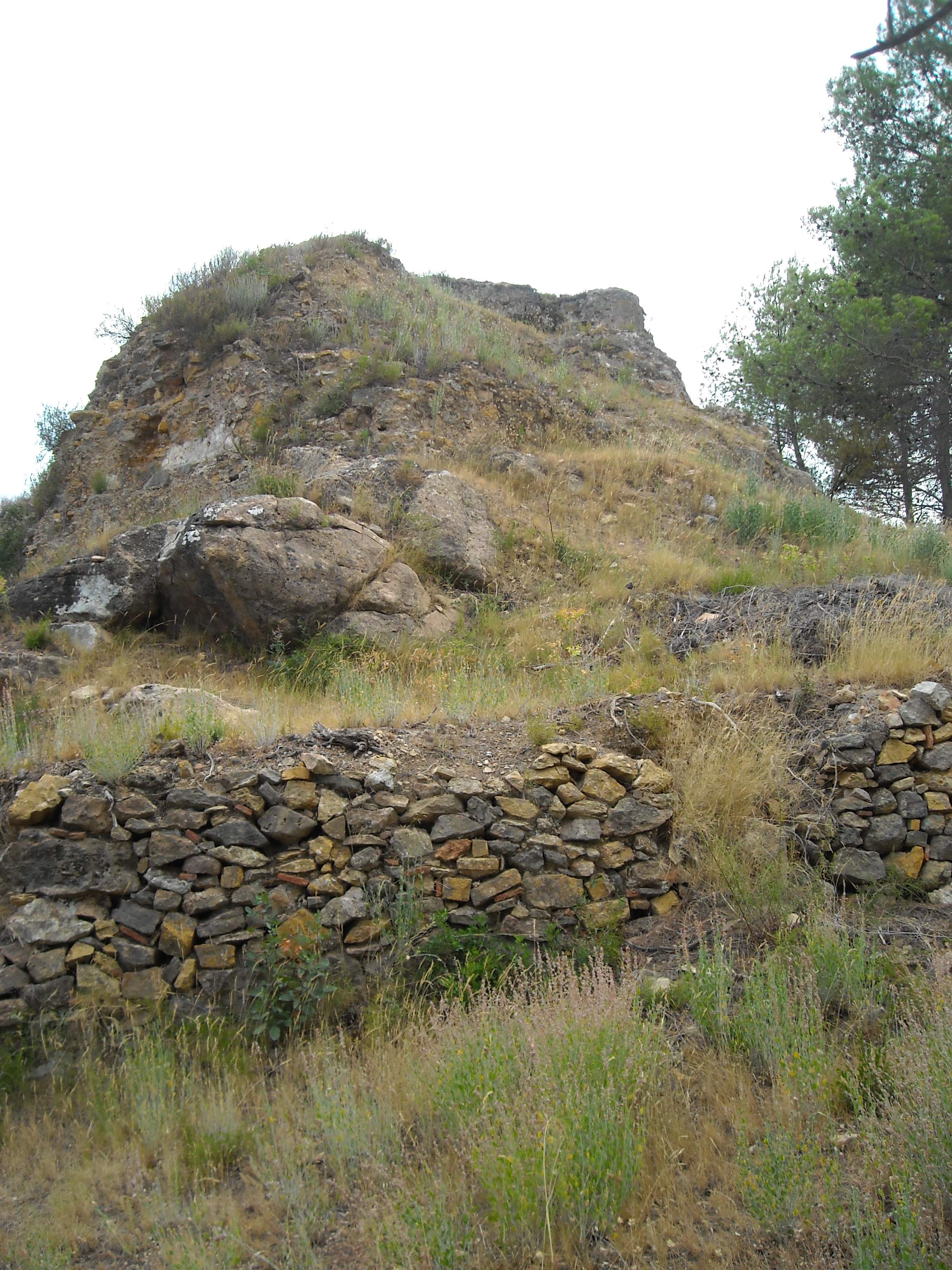
Burgruine
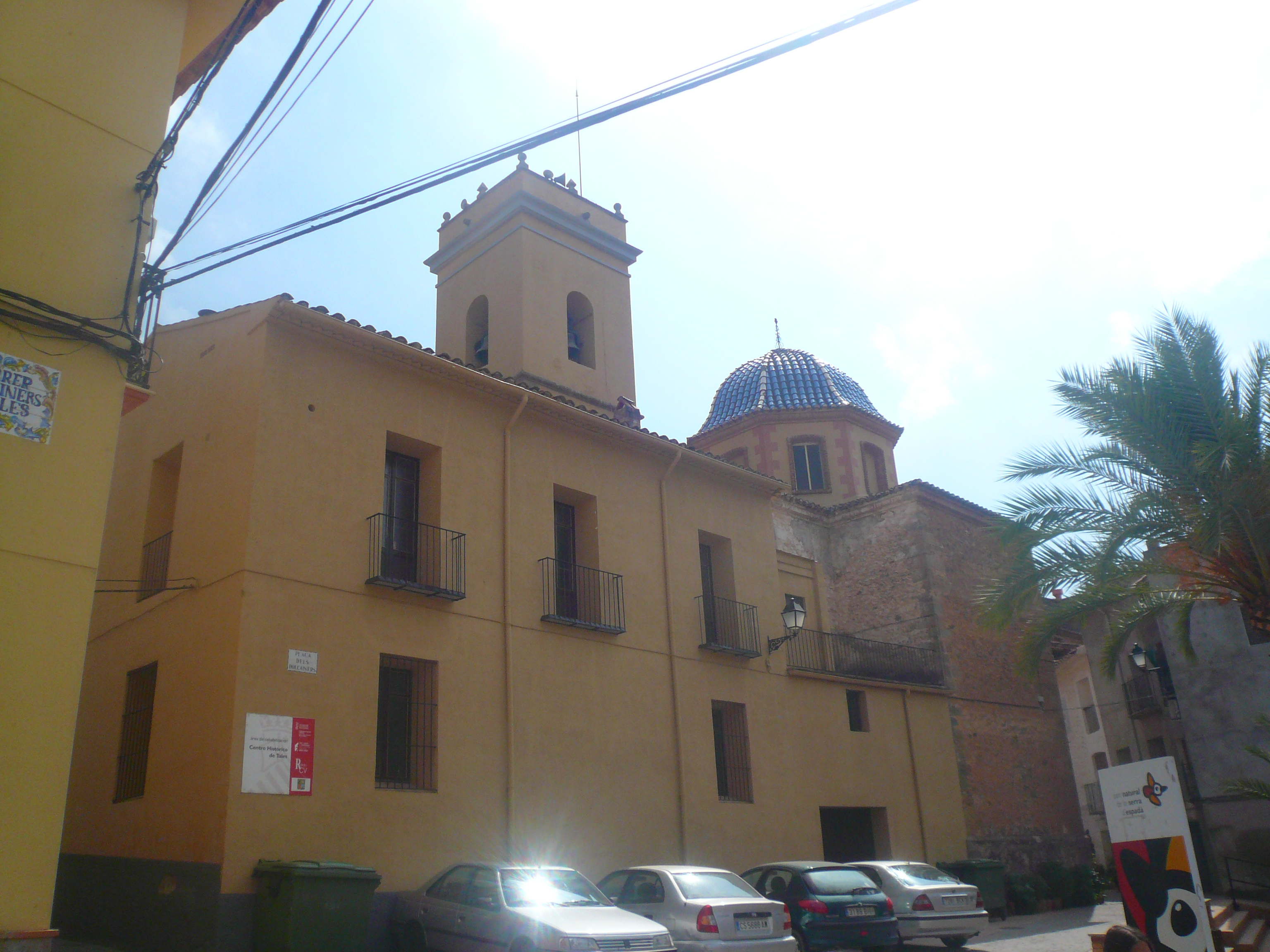
Johannes-der-Täufer-Kirche